# Stadion SRC Mladost

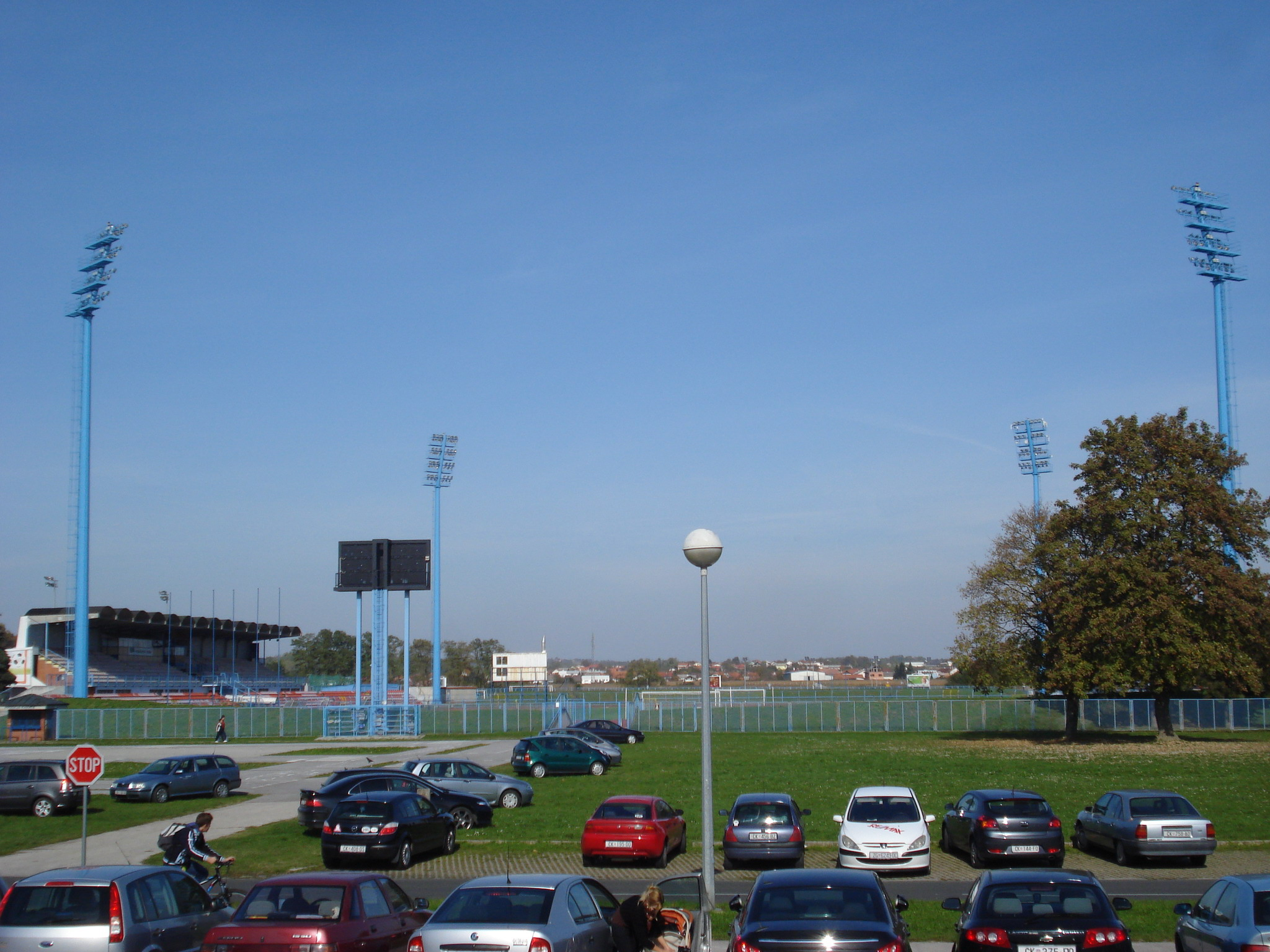
Stadion SRC Mladost

Stadion SRC Mladost (pełna nazwa: Stadion Sportsko rekreacijskog centra Mladost) – stadion piłkarsko-lekkoatletyczny w Chorwacji, znajdujący się w mieście Čakovec. Na tym stadionie swoje mecze rozgrywają dwie miejscowe drużyny NK Čakovec oraz NK Međimurje. Obiekt ten może pomieścić 7 000 widzów, ma 5 000 siedzących miejsc. Początkowo miał ich 1 500, ale w 2004 roku powiększono ich liczbę o kolejne 3 500. Obecnie istnieją plany, by zbudować sztuczne oświetlenie.
Stadion usytuowany jest na północno-zachodnich przedmieściach Čakovca i jest częścią ośrodka sportu i rekreacji o nazwie Mladost. Został wybudowany w połowie lat 80. jako arena Letniej Uniwersjady w 1987 roku, która częściowo odbywała się w Čakovcu. Oprócz imprez sportowych odbywają się tu również koncerty muzyczne.